# 대한민국 상법 제527조의2
대한민국 상법 제527조의2는 간이합병에 대한 상법 회사법의 조문이다.

## 조문
제527조의2 (간이합병) ① 합병할 회사의 일방이 합병후 존속하는 경우에 합병으로 인하여 소멸하는 회사의 총주주의 동의가 있거나 그 회사의 발행주식총수의 100분의 90이상을 합병후 존속하는 회사가 소유하고 있는 때에는 합병으로 인하여 소멸하는 회사의 주주총회의 승인은 이를 이사회의 승인으로 갈음할 수 있다.

② 제1항의 경우에 합병으로 인하여 소멸하는 회사는 합병계약서를 작성한 날부터 2주내에 주주총회의 승인을 얻지 아니하고 합병을 한다는 뜻을 공고하거나 주주에게 통지하여야 한다. 다만, 총주주의 동의가 있는 때에는 그러하지 아니하다.

第527條의2 (簡易合倂) ① 合倂할 會社의 一方이 合倂후 存續하는 경우에 合倂으로 인하여 消滅하는 會社의 總株主의 同意가 있거나 그 會社의 發行株式總數의 100分의 90이상을 合倂후 存續하는 會社가 소유하고 있는 때에는 合倂으로 인하여 消滅하는 會社의 株主總會의 승인은 이를 理事會의 승인으로 갈음할 수 있다.

②第1項의 경우에 合倂으로 인하여 消滅하는 會社는 合倂契約書를 작성한 날부터 2週내에 株主總會의 승인을 얻지 아니하고 合倂을 한다는 뜻을 公告하거나 株主에게 통지하여야 한다. 다만, 總株主의 同意가 있는 때에는 그러하지 아니하다.

## 같이 보기
- 합병
- 간이합병
- 소규모합병
- 대한민국 상법 제527조의3 소규모합병